# Yoghurt

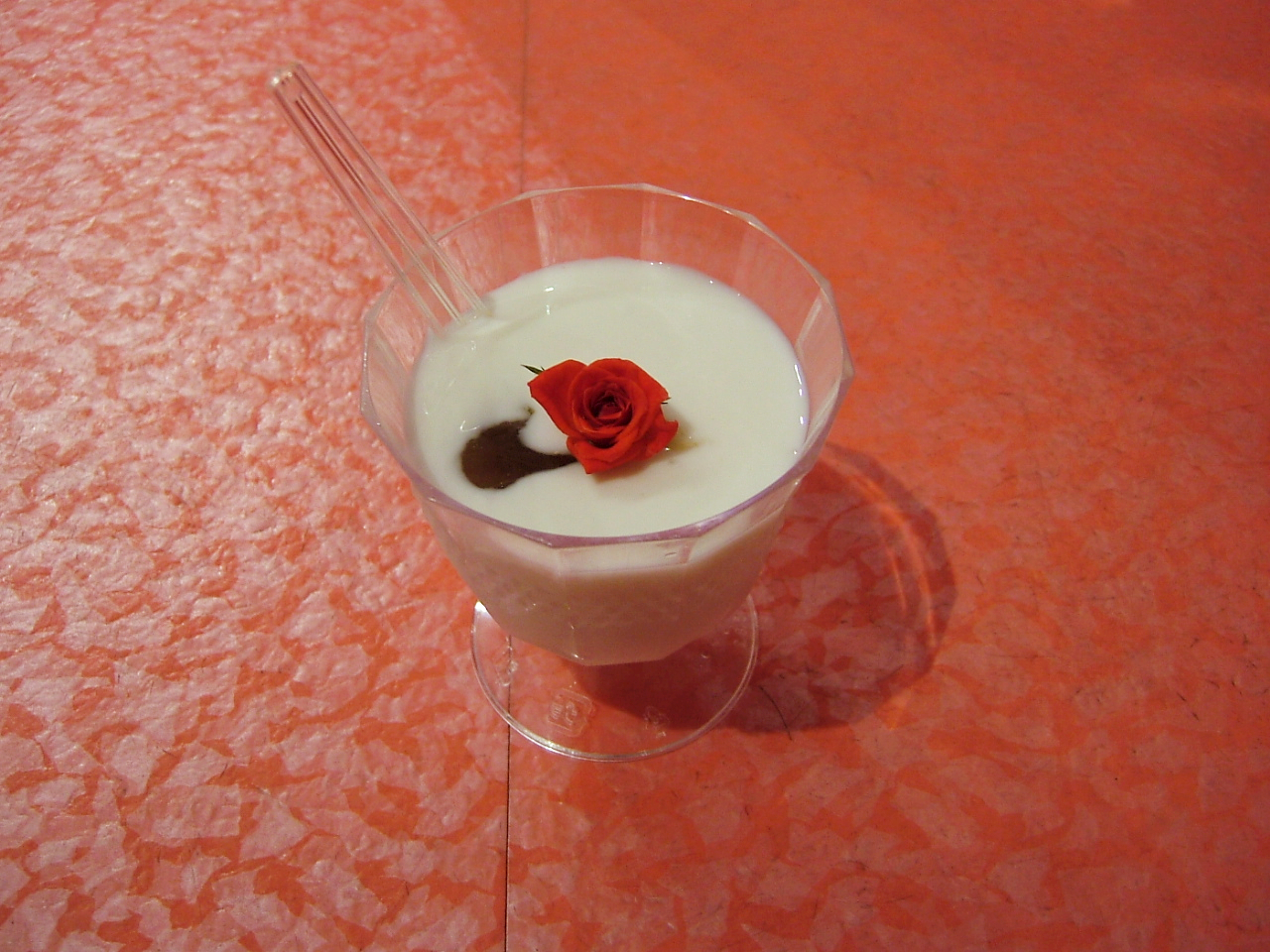
Bulgaarse yoghurt

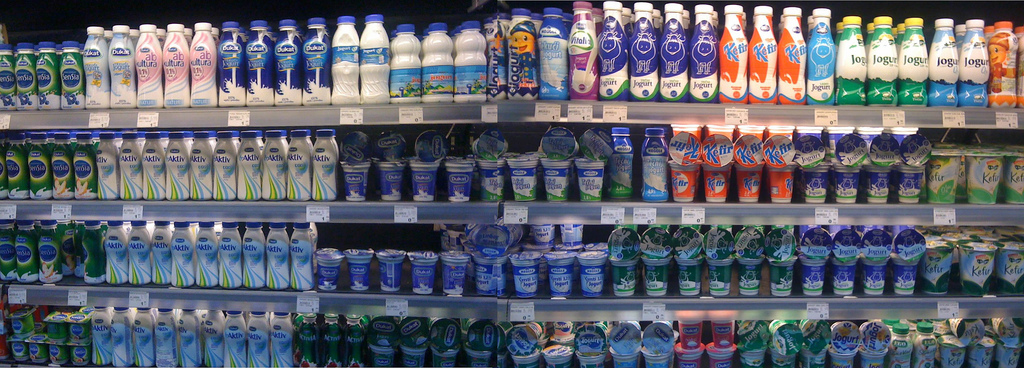
Yoghurtschap in een supermarkt in Sarajevo

Yoghurt is een melkproduct dat op gecontroleerde manier gefermenteerd en verzuurd is.

## Etymologie
Het woord komt van het Turkse yoğurt dat samenhangt met het bijvoeglijk naamwoord 'yoğun', onder meer "dik", en het werkwoord yoğurmak, dat "kneden" betekent. Het woord yoghurt werd in de huidige spellingswijze pas gebruikt in 1908, oudere spellingen waren yaourt (1757) en yogourt (1774).

## Bereiding
De fermentatie van de yoghurt gebeurt door het toevoegen van twee soorten melkzuurbacteriën, de zogenaamde levende yoghurtcultuur:
- de staafvormige Lactobacillus delbrueckii ssp. bulgaricus (lacto = [van] melk, bacillus = bacterie, bulgaricus = Bulgaars)
- de bolvormige Streptococcus thermophilus (strepto = in een strengetje, coccus = bolvormig, thermophilus = warmtelievend)

De melk wordt meestal eerst op 80-90 °C gepasteuriseerd om eventuele ziekteverwekkers te doden en de melk beter fermenteerbaar te doen zijn door een gedeeltelijke melkeiwit-denaturatie. Daarna wordt de temperatuur naar 30 à 45 °C teruggebracht. De yoghurtcultuur wordt aan de verwarmde melk toegevoegd. Dit geheel blijft dan gedurende 4 tot 16 uur (afhankelijk van de temperatuur) onder constante temperatuur staan, zodat de bacteriën hun werk kunnen doen. Hierna wordt het geheel afgekoeld en is de yoghurt klaar voor consumptie.
Een deel van de lactose in de melk wordt door de bacteriën afgebroken tot melkzuur, waardoor de pH daalt. Omdat yoghurt een zuur product is met een pH tussen de 3,7 en 4,5, hebben andere bacteriën geen kans om te groeien en hebben schimmels en gisten weinig of geen mogelijkheid om het te doen bederven. Daarom is yoghurt in de koelkast relatief lang houdbaar.
Melkzuur heeft twee stereo-isomeren, een linksdraaiende L of S en een rechtsdraaiende D of R. Sommige soorten melkzuurbacteriën maken alleen of hoofdzakelijk de L-vorm (L. casei), sommige de D-vorm (L. delbrueckii ssp. bulgaricus) en sommige beide vormen (racemisch mengsel, o.a. L. acidophilus).
In magere yoghurt, gemaakt van taptemelk, mag geen enzym fosfatase aanwezig zijn.

## Soorten
Gewone yoghurt bestaat in de varianten standyoghurt en roeryoghurt. Het voornaamste verschil is de temperatuur tijdens en de duur van de fermentatie. Standyoghurt wordt op 45 °C bereid, heeft een relatief hoog entgehalte van de yoghurtbacteriën en is in 4 tot 6 uur klaar. Hij wordt in de uiteindelijke verpakking gemaakt en heeft een stevige structuur die makkelijk te beschadigen is door roeren. Roeryoghurt fermenteert met de veel lagere temperatuur van 31-32 °C, heeft een lager entgehalte van de yoghurt-bacteriën en doet er 10 tot 16 uur over. Door de lage temperatuur vindt er vorming van polysachariden (dit zijn slijmachtige verbindingen) plaats, waardoor de yoghurt na het roeren nog stevig blijft en een gladde structuur heeft. In Nederland is dit de meest geproduceerde yoghurt omdat deze makkelijker in grote hoeveelheden te maken is. In veel andere landen is standyoghurt echter veel algemener. Thuis bereide yoghurt heeft meestal een traject dat bij 45 °C begint en met de tijd afneemt, totdat bij 30 °C de bacteriën minder actief worden.
Verder wordt yoghurt onderscheiden door het vetpercentage:
- Volle yoghurt bevat minimaal 3% vet.
- Halfvolle yoghurt bevat 1,5 tot 1,8% vet.
- Magere yoghurt bevat minder dan 0,5% vet.[3]

Bij een aantal yoghurtsoorten wordt het vastestofgehalte verhoogd om de yoghurt dikker, romiger en smakelijker te maken. Uit Griekse yoghurt wordt vocht weggezeefd, net als bij hangop, zij het in mindere mate. Bij Bulgaarse yoghurt wordt de melk ingedikt voordat er (stand)yoghurt van gemaakt wordt. Aan veel yoghurt, vooral aan de dikkere varianten, wordt melkpoeder, caseïne of weipoeder toegevoegd om dit effect makkelijker te bereiken. In een aantal landen is het gebruikelijk om andere verdikkingsmiddelen toe te voegen zoals gelatine, zetmeel of dergelijke, dit is altijd te zien op de ingrediëntenlijst op de verpakking.
Yoghurt wordt vaak verkocht met toevoegingen als suiker, aroma's en smaakstoffen of stukjes fruit.
Er bestaan ook yoghurt-alternatieven, zoals sojayoghurt, kokosyoghurt, rijstyoghurt en amandelyoghurt. Dit zijn producten die worden gemaakt met dezelfde melkzuurbacteriën en die een redelijk vergelijkbare smaak hebben. Ze vallen officieel echter niet onder de yoghurt, omdat ze niet op basis van zuivel zijn.

## Geschiedenis
De exacte oorsprong van yoghurt en andere gefermenteerde melkproducten is onbekend. Onderzoekers vermoedden dat yoghurt waarschijnlijk rond 5000 v.Chr in Mesopotamië en in Centraal-Azië is ontstaan. Toen begon het neolithische tijdperk, waarin de eerste melkproducerende dieren door mensen werden gedomesticeerd. Hoogstwaarschijnlijk werd toen bij toeval ontdekt hoe melk gefermenteerd kon worden naar yoghurt en naar alle waarschijnlijkheid werd yoghurt op deze manier onafhankelijk op veel verschillende plaatsen en op verschillende tijdstippen ontdekt.
In het oude Griekenland werd oxygala (οξύγαλα) gegeten. Mogelijk was dit een vorm van yoghurt. De Grieks-Romeinse arts Claudius Galenus (129 na Chr. – 199 na Chr.) beschreef dat dit vaak geconsumeerd werd in combinatie met honing, vergelijkbaar met hoe Griekse yoghurt tegenwoordig vaak wordt gegeten. In oude geschriften, toegeschreven aan Plinius de Oudere (23 na Chr. - 79 na Chr.), wordt vermeld dat bepaalde "barbaarse naties" wisten hoe ze melk konden verdikken tot een substantie met een aangename zuurgraad.
De eerste duidelijke beschrijving van yoghurt komt pas voor in de boeken Dīwān Lughāt al-Turk van Mahmud al-Kashgari en Kutadgu Bilig van Yusuf Has Hajib. Deze boeken zijn geschreven in de 11de eeuw. Beide boeken noemen duidelijk het woord "yoghurt" en het gebruik ervan door nomadische Turkse volkeren in Centraal-Azië. De vroegste yoghurtsoorten werden waarschijnlijk spontaan gefermenteerd door wilde bacteriën in zakken van geitenhuiden.
Yoghurt was lange tijd onbekend in West-Europa. Een verslag van een eerste ontmoeting met yoghurt komt voor in de Franse geschiedenis. In 1542 kreeg koning Frans I van Frankrijk last van een vreselijke aanval van diarree, die geen enkele Franse dokter kon genezen. Zijn hof stuurde daarom verzoeken naar bondgenoten om te vragen of iemand een remedie wist. Sultan Süleyman I van het Ottomaanse Rijk hoorde hiervan en stuurde vervolgens zijn dokter naar de Franse koning. Deze dokter gaf de koning yoghurt te eten en dit bleek voldoende te zijn om de koning te genezen.
In de 19e eeuw ontdekte Russisch microbioloog Ilja Iljitsj Metsjnikov dat het regelmatig gebruik van melkzuurbacteriën in gefermenteerde zuivelproducten, zoals yoghurt, geassocieerd was met gezondheid en ouderdom in Bulgaarse plattelandsgemeenschappen. Hij schreef dit, geïnspireerd door het werk van de Japanse wetenschapper Minoru Shirota, toe aan de Bacillus bulgaricus, die ontdekt werd door de Bulgaarse arts Stamen Grigorov. Zuurvorming door melkzuurbacteriën zou de groei van de rottingsbacteriën tegengaan.
In 1919 werd yoghurt in Barcelona voor het eerst commercieel op de markt gebracht door Isaac Carasso, een Sefardische Jood uit het toenmalig Ottomaanse Salonica. Zijn zoon Daniel Carasso, die door zijn vader regelmatig "Danone" genoemd werd, heeft de zaak van zijn vader uitgebreid tot het bekende gelijknamige merk. Na de commerciële exploitatie werd yoghurt pas echt goed bekend over de rest van de wereld.
In 1963 werd de vlaflip, een combinatie van vruchtensiroop, yoghurt en vla bedacht om het imago van vla wat op te peppen.

## Zuivelproducten met yoghurt als grondstof

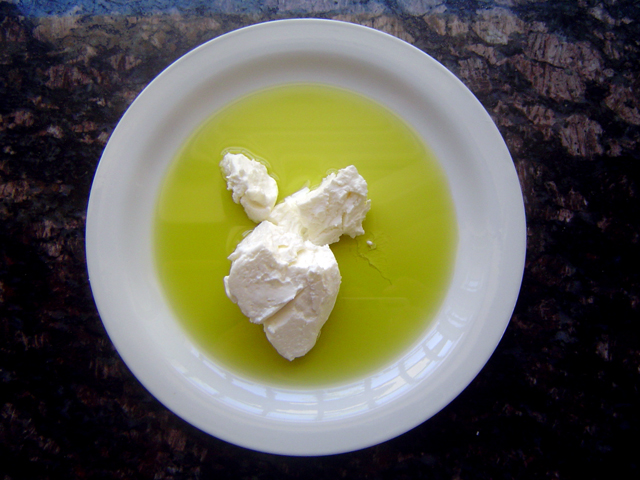
Griekse yoghurt met olijfolie

- Amasi, yoghurt uit Zuidelijk Afrika.
- Ayran, een Turkse yoghurtdrank.
- Bulgaarse yoghurt.
- Filmjölk, yoghurt uit Scandinavië.
- Griekse yoghurt, de Griekse variant van yoghurt, wordt in een doek opgehangen om de yoghurt dikker te maken.
- Hangop, yoghurt of karnemelk die in een thee- of kaasdoek heeft gehangen om dikker te worden.
- Lassi, een Indiase yoghurtdrank.
- Matsoni (Matsoen), yoghurt uit Georgië en Armenië.
- Skyr, IJslandse yoghurt.
- Viili, Scandinavische gefermenteerde melk.
- Vlaflip, een combinatie van vruchtensiroop, yoghurt en vla.

## Gezondheid
Sommige bacterie-stammen in yoghurt hebben mogelijk gunstige effecten in het darmstelsel, vooral kleine effecten op het immuunsysteem. Als de yoghurt ook een probioticum bevat, zijn de effecten sterker.
Yoghurt wordt – net als melk in het melkbad– gebruikt om verzachtend op de huid te werken.